# Akkad
Akkad a fost un oraș din Mesopotamia centrală, situat pe malul Eufratului, la circa 50 km sud-vest de Bagdad, fondat probabil de Sargon I. A devenit capitala Imperiului Akkadian. Decade în mileniul II î.Hr
Între 2350-2150 î.Hr, are loc dominația akkadiană în Mesopotamia.
Între anii 2350-2295 î.Hr, regele Akkadului (stat semitic, din centrul Mesopotamiei, dependent inițial de Kiș) Sargon I cucerește Sumerul, Asiria, Elamul și Siria, întemeind un imperiu care se întindea de la Golful Persic la Marea Mediterană. Instituie o administrație centralizată și o armată permanentă (prima cunoscută în istorie).
Între 2272-2235 î.Hr - domnia lui Naram-Sin, care se intitulează "rege ale celor patru regiuni ale lumii", fiind cel mai important succesor al lui Sargon. Limba akkadiană se răspândește ca limbă diplomatică și de administrație in Orientul Apropiat. Limba sumeriană rămâne limbă de cult a Mesopotamiei. Apogeu al artei akkadiene ("Stela Victoriei"). 
Între 2235-2210 î.Hr - domnia lui Shar-Kali-Sharri; decăderea puterii akkadiene; răscoale ale teritoriilor supuse; începutul invaziei pustiitoare a guților (triburi de păstori nomazi din Munții Zagros).
Între 2185-2170 î.Hr - domnia lui Shudurul (ultimul rege al Akkadului); triburile guților devin adevărații stăpâni ai țării (2150-2060 î.Hr - dominația guților în Mesopotamia).

## Galerie de imagini

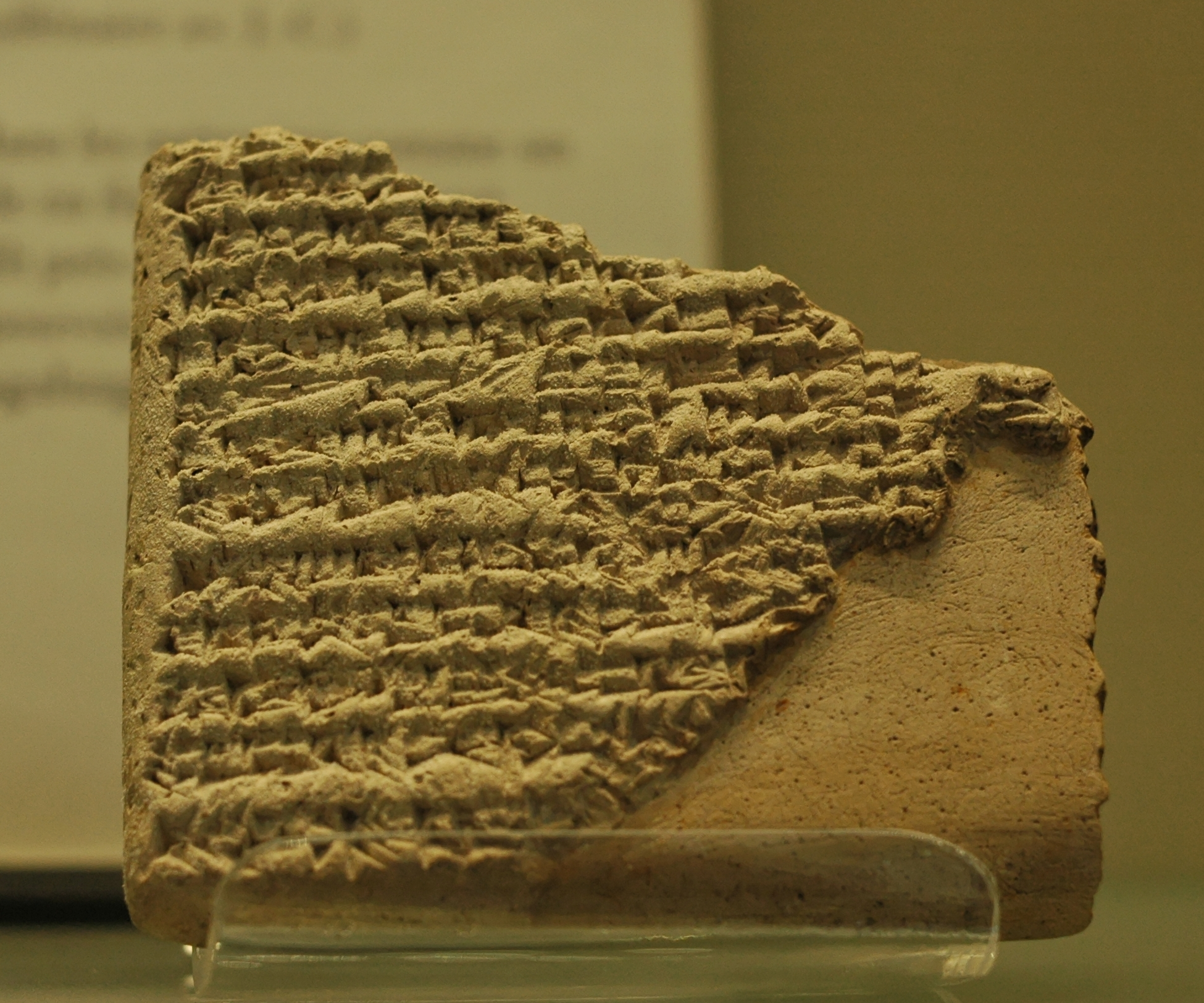
Inscripția lui Sargon II
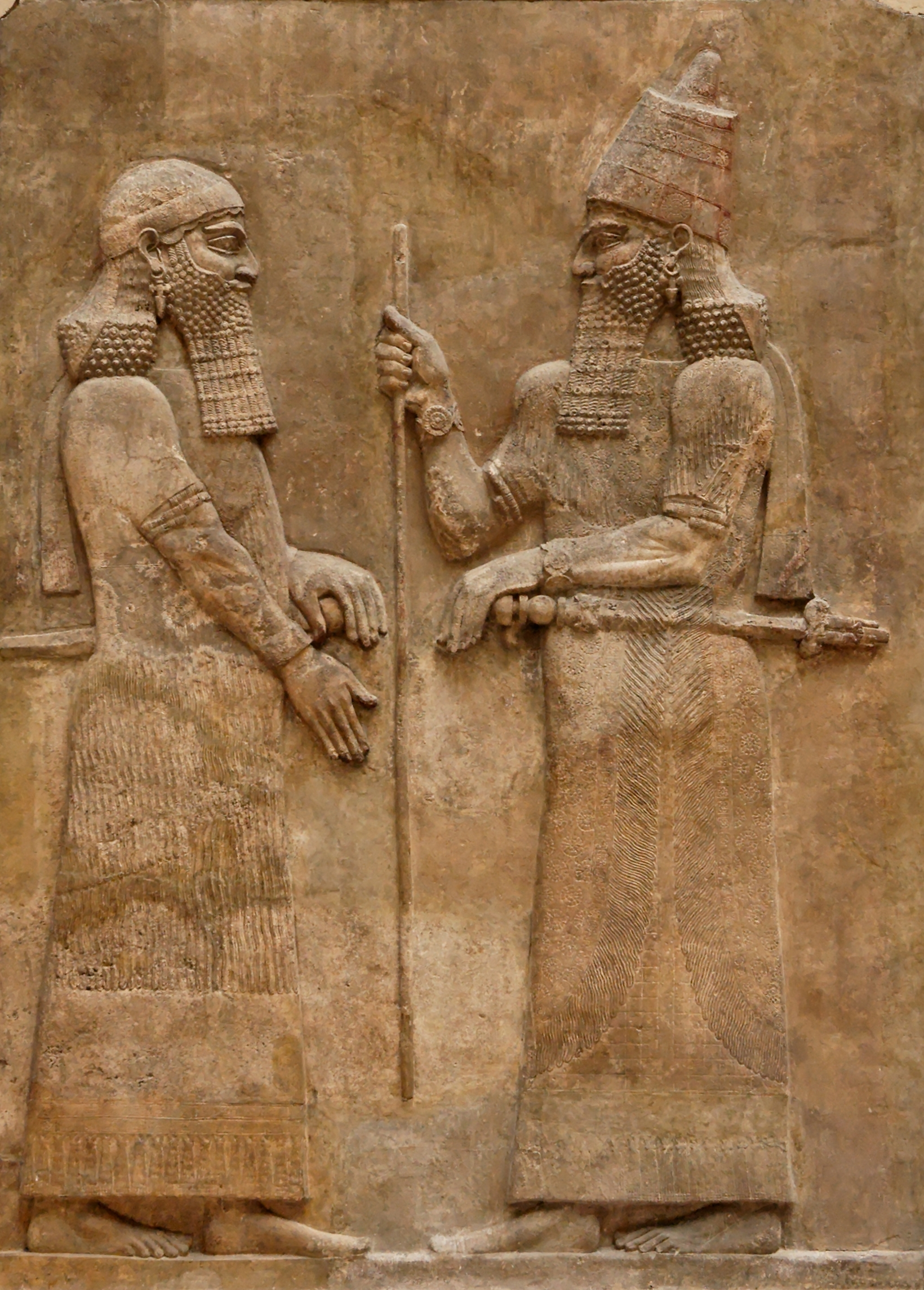
Sargon II primește un demnitar